# Fußball-Weltmeisterschaft 1998/Niederlande
Dieser Artikel behandelt die niederländische Fußballnationalmannschaft bei der Fußball-Weltmeisterschaft 1998.

## Qualifikation
| Wales       | - | Niederlande | 1:3 |
| Niederlande | - | Wales       | 7:1 |
| Belgien     | - | Niederlande | 0:3 |
| Niederlande | - | San Marino  | 4:0 |
| Türkei      | - | Niederlande | 1:0 |
| San Marino  | - | Niederlande | 0:6 |
| Niederlande | - | Belgien     | 3:1 |
| Niederlande | - | Türkei      | 0:0 |

## Niederländisches Aufgebot
| Nr.               | Name                     | Verein vor WM-Beginn | Geburtstag | Spiele   | Tore     |          |          |
| Torhüter          | Torhüter                 | Torhüter             | Torhüter   | Torhüter | Torhüter | Torhüter | Torhüter |
| ----------------- | ------------------------ | -------------------- | ---------- | -------- | -------- | -------- | -------- |
| 1                 | Edwin van der Sar        | Ajax Amsterdam       | 29.10.1970 | 7        | 0        | 0        | 0        |
| 18                | Ed de Goey               | FC Chelsea           | 20.12.1966 | 0        | 0        | 0        | 0        |
| 22                | Ruud Hesp                | FC Barcelona         | 31.10.1965 | 0        | 0        | 0        | 0        |
| Abwehrspieler     |                          |                      |            |          |          |          |          |
| 2                 | Michael Reiziger         | FC Barcelona         | 03.05.1973 | 4        | 0        | 1        | 0        |
| 3                 | Jaap Stam                | PSV Eindhoven        | 17.07.1972 | 7        | 0        | 2        | 0        |
| 4                 | Frank de Boer            | Ajax Amsterdam       | 15.05.1970 | 7        | 1        | 0        | 0        |
| 5                 | Arthur Numan             | PSV Eindhoven        | 14.12.1969 | 6        | 0        | 2        | 1        |
| 13                | André Ooijer             | PSV Eindhoven        | 11.07.1974 | 0        | 0        | 0        | 0        |
| 15                | Winston Bogarde          | FC Barcelona         | 22.10.1970 | 2        | 0        | 1        | 0        |
| Mittelfeldspieler |                          |                      |            |          |          |          |          |
| 6                 | Wim Jonk                 | PSV Eindhoven        | 12.10.1966 | 6        | 0        | 1        | 0        |
| 7                 | Ronald de Boer           | Ajax Amsterdam       | 15.05.1970 | 7        | 0        | 0        | 0        |
| 10                | Clarence Seedorf         | Real Madrid          | 01.04.1976 | 4        | 0        | 1        | 0        |
| 11                | Phillip Cocu             | PSV Eindhoven        | 29.10.1970 | 7        | 2        | 0        | 0        |
| 12                | Boudewijn Zenden         | PSV Eindhoven        | 15.08.1976 | 4        | 1        | 0        | 0        |
| 16                | Edgar Davids             | Juventus Turin       | 13.03.1973 | 6        | 1        | 2        | 0        |
| 19                | Giovanni van Bronckhorst | Feyenoord Rotterdam  | 05.02.1975 | 0        | 0        | 0        | 0        |
| 20                | Aron Winter              | Inter Mailand        | 01.03.1967 | 4        | 0        | 0        | 0        |
| Stürmer           |                          |                      |            |          |          |          |          |
| 8                 | Dennis Bergkamp          | FC Arsenal           | 10.05.1969 | 7        | 3        | 0        | 0        |
| 9                 | Patrick Kluivert         | AC Mailand           | 01.07.1976 | 4        | 2        | 0        | 1        |
| 14                | Marc Overmars            | FC Arsenal           | 29.03.1973 | 6        | 1        | 0        | 0        |
| 17                | Pierre van Hooijdonk     | Nottingham Forest    | 29.11.1969 | 3        | 1        | 1        | 0        |
| 21                | Jimmy Floyd Hasselbaink  | Leeds United         | 27.03.1972 | 2        | 0        | 0        | 0        |
| Trainer           |                          |                      |            |          |          |          |          |
|                   | Guus Hiddink             |                      | 08.11.1946 |          |          |          |          |

## Spiele der niederländischen Mannschaft

### Vorrunde
- Niederlande -  Belgien 0:0

Stadion: Stade de France (Saint-Denis)
Zuschauer: 75.000
Schiedsrichter: Pierluigi Collina (Italien)
Tore: keine
- Niederlande -  Südkorea 5:0 (2:0)

Stadion: Stade Vélodrome (Marseille)
Zuschauer: 55.000
Schiedsrichter: Ryszard Wójcik (Polen)
Tore: 1:0 Cocu (38.), 2:0 Overmars (42.), 3:0 Bergkamp (71.), 4:0 van Hooijdonk (80.), 5:0 R. de Boer (83.)
- Niederlande -  Mexiko 2:2 (2:0)

Stadion: Stade Geoffroy-Guichard (Saint-Étienne)
Zuschauer: 30.600
Schiedsrichter: Abdul Rahman al-Zaid (Saudi-Arabien)
Tore: 1:0 Cocu (4.), 2:0 R. de Boer (18.), 2:1 Peláez (75.), 2:2 Hernández (90.)
In Gruppe E lieferten sich Mexiko und die Niederlande ein Kopf-an-Kopf-Rennen um den Gruppensieg. Nachdem Oranje im ersten Spiel gegen Nachbar Belgien enttäuschte, drehte das Team um Dennis Bergkamp gegen Südkorea auf und gewann überlegen mit 5:0. Im letzten Gruppenspiel trennten sich die Niederlande und Mexiko schließlich 2:2, während die Belgier auch ihr letztes Spiel mit einem Unentschieden beendeten und damit den Einzug ins Achtelfinale verpassten.

### Achtelfinale
| 33.500 | Stade de Toulouse (Toulouse) | Niederlande | Jugoslawien | José María García-Aranda (Spanien) | 2:1 (1:0) | 1:0 Bergkamp (38.) 1:1 Komljenović (48.) 2:1 Davids (92.+') |

Die Niederlande kamen glücklich gegen Jugoslawien weiter. Das Siegtor fiel erst in der 90. Minute; zuvor hatten die Jugoslawen beim Stande von 1:1 einen Elfmeter verschossen.

### Viertelfinale
| 55.000 | Stade Vélodrome (Marseille) | Niederlande | Argentinien | Arturo Brizio Carter (Mexiko) | 2:1 (1:1) | 1:0 Kluivert (12.) 1:1 López (17.) 2:1 Bergkamp (89.) |

In einem hochklassigen Spiel zwischen den Niederlanden und Argentinien behielt Oranje mit 2:1 die Oberhand. Spieler des Tages war Dennis Bergkamp, der das 1:0 vorbereitete und in der Nachspielzeit das 2:1-Siegtor erzielte.

### Halbfinale
| 54.000 | Stade Vélodrome (Marseille) | Brasilien | Niederlande | Ali Bujsaim (VAE) | 1:1 n. V. (1:1, 0:0), 4:2 i. E. | 1:0 Ronaldo (46.) 1:1 Kluivert (87.) Elfmeter: Ronaldo getroffen F. de Boer getroffen Rivaldo getroffen Bergkamp getroffen Emerson getroffen Cocu gehalten Dunga getroffen R. de Boer gehalten |

Brasilien hatte im Halbfinale gegen die Niederlande die besseren Nerven und konnte sich im Elfmeterschießen durchsetzen. Während der regulären Spielzeit brachte Ronaldo die Seleção in Führung. Drei Minuten vor Schluss glich Patrick Kluivert aus und erzwang somit das Elfmeterschießen, nachdem die Verlängerung torlos geblieben war. Während bei Brasilien alle Schützen verwandelten, scheiterten Ronald de Boer und Phillip Cocu an Claudio Taffarel.

### Spiel um Platz 3
| 45.500 | Parc des Princes (Paris) | Niederlande | Kroatien | Epifanio González (Paraguay) | 1:2 (1:2) | 0:1 Prosinečki (13.) 1:1 Zenden (21.) 1:2 Šuker (35.) |

Im kleinen Finale zwischen Kroatien und den Niederlanden setzte sich am Ende der WM-Debütant vom Balkan durch. Torschütze des 2:1-Siegtreffers war erneut Davor Šuker, der sich damit die alleinige Führung in der Torschützenliste sicherte und somit Torschützenkönig der WM 1998 wurde. Den Niederlanden merkte man die Enttäuschung nach der Halbfinalpleite an. Kroatien belegte am Ende verdient Platz 3.